# Auplata
Auplata est le 1er producteur d'or de la Guyane. L'activité du groupe s'organise essentiellement autour de l'extraction et du traitement du minerai.
Le groupe exploite quatre mines implantées en Guyane Française (Dieu Merci, Yaou, Dorlin et Paul Isnard). Au total, Auplata dispose de plus de 700 km2 de permis et de titres miniers.
Elle exploite notamment la mine Dieu-Merci en Guyane, située à Saint-Élie,. Elle y base ses activités essentiellement sur la lixiviation des roches par cyanuration.

## Histoire de la société
Auplata est un groupe minier d'exploration et d'exploitation minière d'or, né en juillet 2004, coté en Bourse, sur Euronext Growth, depuis décembre 2006. Depuis l'origine, Auplata mène une stratégie de mise en valeur des ressources aurifères guyanaises avec une forte implication des acteurs locaux. Ce territoire, quasiment vierge en termes d'exploitation industrielle de l'or, est doté d'un potentiel géologique d'or primaire important, comparable à l'Afrique de l'Ouest. L'objectif d'Auplata est de proposer une exploitation durable pour l'industrie minière aurifère guyanaise.
Auplata est présente en Guyane sur trois sites d’exploration minière ("Bon espoir", "Iracoubo sud" et "Couriège") et trois sites d’exploitation (concessions "Dieu Merci", "Dorlin" et "Yaou", les deux dernières étant des réserves aurifères potentielles très importantes, possiblement de catégorie mondiale). Depuis 2014, Auplata s’est associée à la major américaine Newmont Mining pour exploiter les permis exclusifs de recherche (PER) de "Bon espoir" et d’"Iracoubo Sud". Auplata s’est aussi associée à une major canadienne parmi les plus importantes du secteur (Reunion Gold, détenue en partie par Barrick Gold) pour exploiter les filons du site de Dorlin (à 60 km à l’est de Maripasoula) dont elle détient la concession minière.

### Métamorphose en groupe minier international
En juillet 2019, la PME guyanaise déficitaire Auplata est devenue le groupe minier international Auplata Mining Group (AMG) à la suite de sa fusion avec deux autres sociétés exploitant aussi des gisements de Zn, Pb, Ag, Au et Cu, au Pérou pour Brexia Gold Plata Peru (BGPP) et au Maroc pour la compagnie des mines de Touissit (CMT). Elle évoquait alors aussi des partenariats avec deux entreprises localisées en République Démocratique du Congo et au Mali, spécialisées dans l’exploration de gisements de métaux précieux et stratégiques : Au, Co, Nb/Ta, Cu, Pd et Li.

## La société en quelques chiffres
- 462 kg d'or affiné vendus en 2014
- chiffre d'affaires consolidé : 18 millions d'euros en 2014
- perte nette de 5 millions d'euros en 2014[5].

## Contentieux
Le Tribunal Administratif de Guyane a jugé le 30 septembre 2021, que les arrêtés préfectoraux d'autorisation d'exploitation de l'usine de cyanuration sur le site aurifère de Dieu-Merci à Saint-Élie étaient caducs, en raison du non-respect du délai de 3 ans imparti pour la mettre en service. Ce retard est notamment lié à des irrégularités sur ses installations, ayant entrainé des mises en demeure de la part des services de l’État. Cette décision entraine une fermeture de l'usine,,,. La cotation de l'entreprise a été suspendue.
En septembre 2024 l'Autorité des marchés financiers requiert 300 000 euros et 100 000 euros contre la société Auplata et son ancien PDG, Didier Tamagno, pour une manipulation de cours et d'information trompeuse présumées autour du projet aurifère sur le projet Dieu-Merci en Guyane. La société Auplata avait souscrit en 2017 un prêt de 60 millions d’euros auprès du fonds EHGOS pour se financer sans en informer ses investisseurs. L'AMF a également demandé 1,5 million d'euros contre le fonds d'investissement Alpha Blue Ocean et son fondateur Pierre Vannineuse et 300.000 euros contre le commissaire au compte d'Auplata et son cabinet d'audit. En décembre, les amendes finalement attribuées sont plus élevées que celles requises. Elles s'élèvent à « entre 50.000 et 300.000 euros » contre la société minière Auplata, son ancien PDG Didier Tamagno et le commissaire aux comptes du groupe, et à « entre 1.000.000 et 1.500.000 euros » contre le fonds d’investissement EHGOS, son propriétaire la société Alpha Blue Ocean et son fondateur Pierre Vannineuse.